# Portugalete
Portugalete es un municipio español de la provincia de Vizcaya, en la comunidad autónoma del País Vasco, y una villa de dicha provincia, la única entidad de población del municipio. Pertenece a la comarca no oficial del Gran Bilbao.
Tiene una población de 45 285 habitantes según los datos del Instituto Nacional de Estadística correspondientes al año 2021. Esto, unido al hecho de que Portugalete tiene una superficie de 3,21 km², hace de él uno de los municipios con mayor densidad de población de España. 

## Geografía
El municipio se extiende por una colina situada entre la ría de Bilbao y el río Ballonti, situándose el núcleo poblacional en la ladera que desciende hasta la primera. La extensión del término municipal es de 3,20 km².

## Toponimia
El gentilicio de los habitantes de Portugalete es portugalujo/a, aunque popularmente se utiliza también el término jarrillero/a. Esto es debido a que en el siglo XIX y en los primeros años del siglo XX, Portugalete contaba con numerosas tabernas donde se degustaba el chacolí, y existía la costumbre de beberlo en unas jarras pequeñas, "jarrillas", de ahí lo de jarrilleros/as.

## Historia

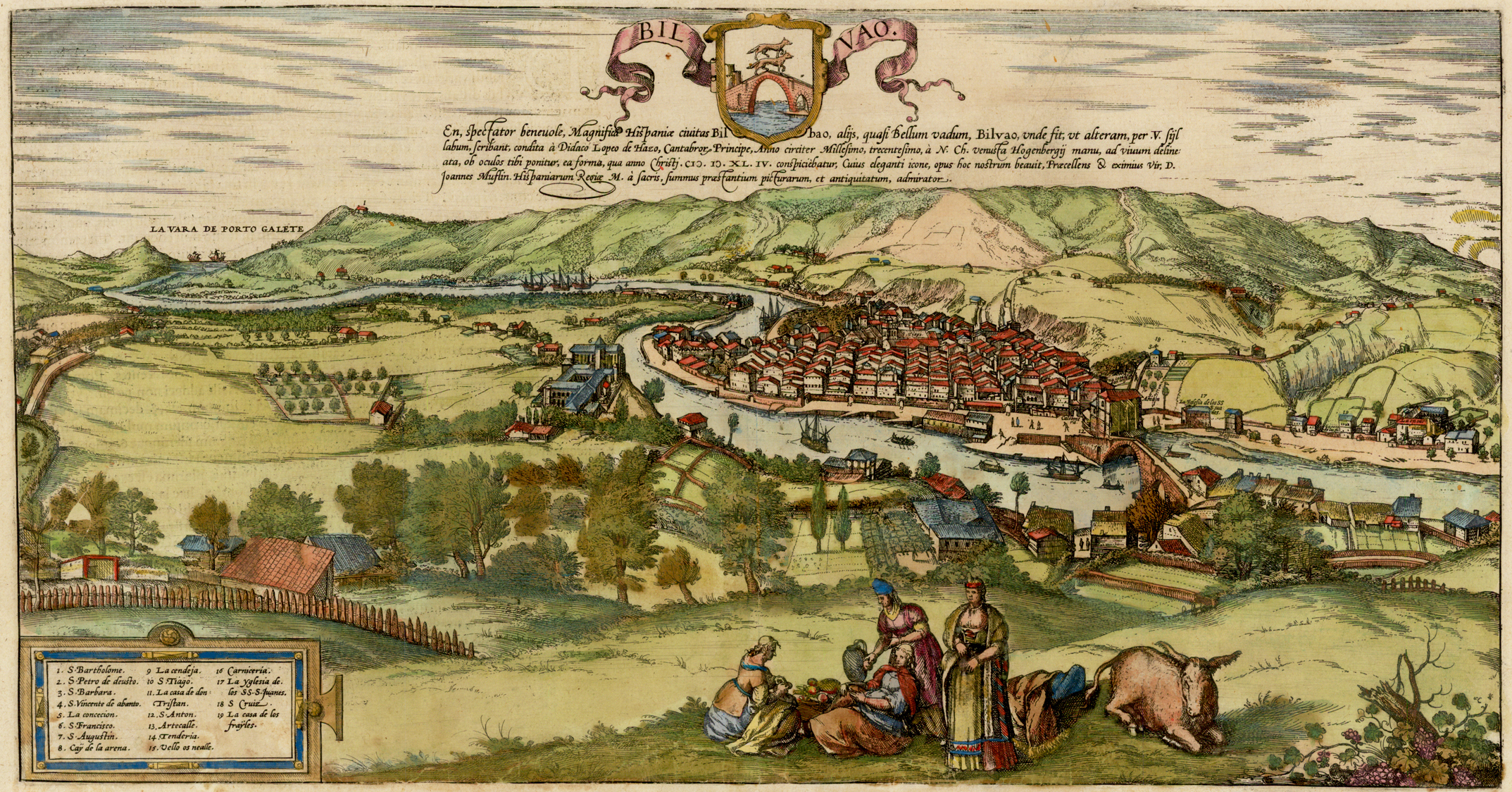
Abando, Bilbao y, a la izquierda, "Porto Galete", en 1575

La villa fue fundada en 1322 por María Díaz de Haro "La Buena", sobre una puebla documentada ya siglos antes, integrada en Las Encartaciones y habitada por gentes de mar asentadas al abrigo de su puerto natural.
Juan Antonio Moguel admite en un principio el posible origen común de Portugal y Portugalete ya que una y otra voz tienen su origen en Portus-galorum, Puerto céltico, pero la rechaza por creer que ni Portugalete ni Portugal tuvieron nunca tal carácter. Y a continuación argumenta que "nuestro pueblo debió llamarse en principio Ugalete o Ugaleta, que significa en euskera "lugar esquinero de agua, puerto", en una palabra; y que, luego, cuando vinieron los romanos, ignorando el significado del nombre, le antepusieron la voz Portu (puerto) colocando albarda sobre albarda, al denominarlo Portugalete.".
Moguel estuvo a punto de acertar, ya que Portugalete es la unión de ambos vocablos mencionados por él: Portu y Ugaldeta (no Ugaleta). El significado es "las riberas del puerto" Portugaldeta (portu-ugalde-eta), y se refiere a las casas situadas en las orillas del Nervión.[cita requerida]
La fundación, cuya carta puebla firmada por D.ª María se perdió años más tarde, fue ratificada en 1432, mediante el Privilegio de Confirmación por Juan II de Castilla, documento que sí ha llegado a nuestros días. En ambos documentos se otorgaba a los vecinos una serie de beneficios sobre el comercio y transporte de mercaderías, principalmente lana y hierro, así como sobre la actividad pesquera.
El casco viejo representa el origen de la villa, allá por la Edad Media, cuando estaba protegida por murallas (ha sido declarado conjunto histórico artístico).
A finales del siglo XIV comienzan las guerras banderizas, que marcaron los siglos XIV y XV en el País Vasco. En estas guerras cabe destacar, en cuanto a la nobleza jarrillera, la intervención de los Salazar, quienes erigieron la casa-torre que lleva su nombre a finales del siglo XV. En 1483 visitó la villa la reina Isabel la Católica. Quiso la reina con su presencia invitar a la paz y concordia a los bandos y linajes que mantenían rivalidades desde mucho tiempo atrás, aparte de confirmar el Fuero de Portugalete.
En 1492 se construyó la iglesia de Santa María. La construcción de la torre se inició en 1691. Hubo de ser reconstruida tras su destrucción en la última guerra carlista (1874).
El puerto de Portugalete fue desde finales de la Edad Media el lugar de salida de la lana castellana hacia Flandes, como antepuerto de Bilbao que era. No obstante Bilbao, a partir del siglo XVI, apoyándose en el poder de la monarquía, le fue arrebatando este monopolio comercial.
En 1614 se construyó el Convento de Santa Clara, actualmente Centro Cultural de la Villa al ser adquirido por el ayuntamiento en 1987.
Durante la tercera guerra carlista (1871-1875), la villa sufrió el asedio de los partidarios de Don Carlos, de julio de 1873 a marzo de 1874. La plaza fue tomada por los sitiadores.
En 1828, el perito portugalujo Pedro Miguel de Soriano tasaba un terreno de labranza propiedad de su vecino José Chávarri situado en el paraje El Cuervo, zona acantilada junto a la batería del mismo nombre. Daba así comienzo la expansión de Portugalete hacia los límites del municipio de Santurce. El documento original se conserva en el Archivo Foral de Vizcaya (signatura: 0354/001/101).

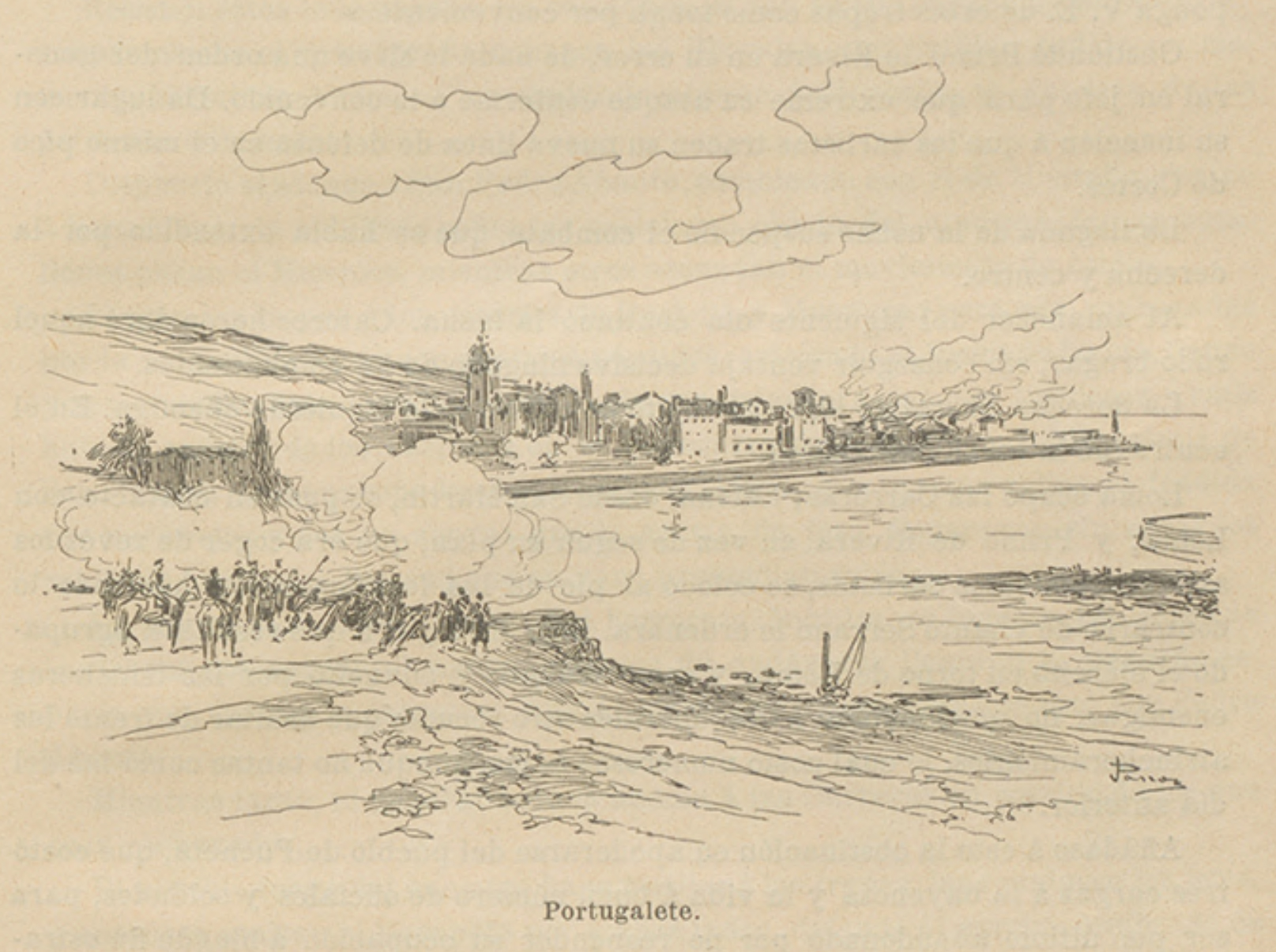
Portugalete en Historia de España en el siglo XIX

En el siglo XIX, la industrialización de la comarca dinamizó su economía, reforzada por la llegada del ferrocarril Bilbao-Portugalete en 1888 y la construcción del puente colgante en 1893 y el muelle de hierro en 1887.
Su ubicación costera, unida a su playa y balneario, motivó a la nueva burguesía a establecer en Portugalete su residencia de verano, erigiendo palacetes al borde de la ría y sobre la costa.
La promoción del proyecto de ensanche de Las Arenas data del 13 de octubre de 1867 y corrió a cargo del empresario Luciano Urízar Echevarría, esposo de Cesárea Roales San Martín (socia fundadora de Altos Hornos de Bilbao), y abuelo del diputado a Cortes Luciano Zubiría, Luis Zubiría (marqués de Yanduri), Mercedes Zubiría (condesa de Motrico), y Teresa Zubiría (condesa del Abra), quien se comprometió a una serie de estipulaciones y compensaciones urbanísticas y financieras para la Villa. La extensión total del terreno era de 12 543 m². Los solares fueron adquiridos por destacados miembros de la burguesía vizcaína e indiana (Manuel Calvo, Urigüen, Leandro John, Tomás José de Epalza, y Luciano Urízar), que levantaron aquí los edificios que siguen definiendo la fachada de Portugalete hacia la ría. El plano de Francisco Murueta delimitaba cinco manzanas, partiendo de la actual del hotel, cortadas por cuatro calles transversales de seis metros. La alineación se hizo siguiendo la ría, entre el muelle y la calle María Díaz de Haro.
A lo largo del siglo XX Portugalete ha seguido siendo centro neurálgico, foco comercial y de esparcimiento de la Margen Izquierda.
La villa no cuenta con grandes empresas industriales, pues las existentes son de mediano tamaño. Entre ellas se encuentran las de transformados metálicos, maquinaria y construcción. La inmensa mayoría de sus habitantes trabajan en la zona fabril circundante. Las actividades agrícolas y ganaderas han desaparecido prácticamente a causa del continuo avance del espacio edificado.

## Administración y política

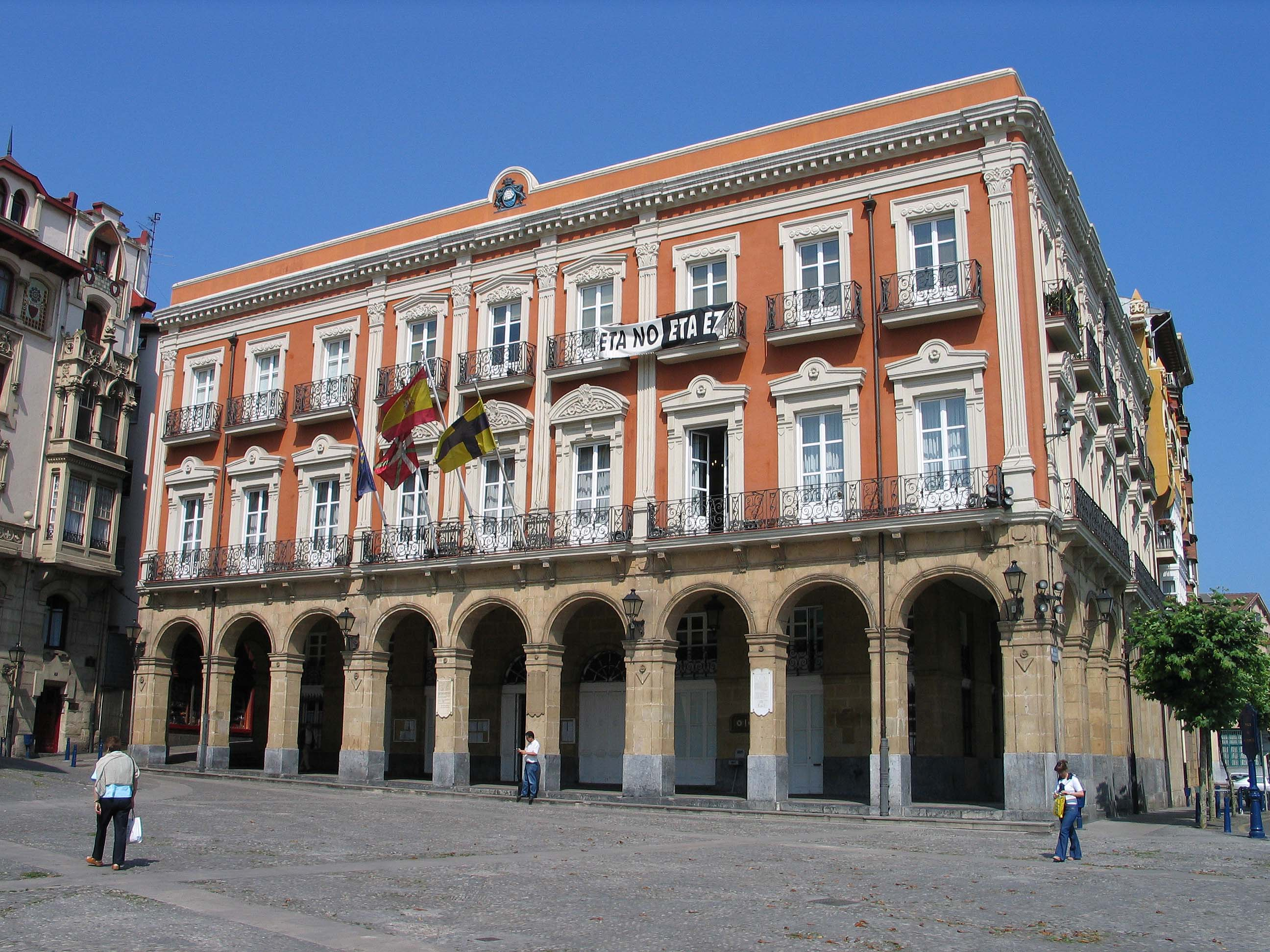
Ayuntamiento de Portugalete

El gobierno municipal de Portugalete desde la restauración de la democracia siempre ha estado en manos del Partido Socialista de Euskadi - Euskadiko Ezkerra. Desde 2023 la alcaldesa de la villa es la socialista María José Blanco Gavieiro. El PSE-EE ha gobernado solo o mediante pactos con el Partido Nacionalista Vasco (EAJ-PNV) o con el Partido Popular del País Vasco (PP).
| Periodo   | Nombre                     | Partido | Partido                                                       |
| --------- | -------------------------- | ------- | ------------------------------------------------------------- |
| 1979-1987 | Doroteo Pinedo Bañales     |         | Partido Socialista de Euskadi (PSE PSOE)                      |
| 1987-1995 | Gerardo Pradas Calvo       |         | Partido Socialista de Euskadi (PSE PSOE)                      |
| 1995-2008 | Mikel Cabieces             |         | Partido Socialista de Euskadi-Euskadiko Ezkerra (PSE-EE PSOE) |
| 2008-2024 | Mikel Torres Lorenzo       |         | Partido Socialista de Euskadi-Euskadiko Ezkerra (PSE-EE PSOE) |
| 2024-act. | María José Blanco Gavieiro |         | Partido Socialista de Euskadi-Euskadiko Ezkerra (PSE-EE PSOE) |

| Partido político                                              | 2023  | 2023  | 2023       | 2019   | 2019  | 2019       | 2015  | 2015  | 2015       | 2011  | 2011  | 2011       | 2007  | 2007  | 2007       |
| Partido político                                              | Votos | %     | Concejales | Votos  | %     | Concejales | Votos | %     | Concejales | Votos | %     | Concejales | Votos | %     | Concejales |
| Partido Socialista de Euskadi-Euskadiko Ezkerra (PSE-EE PSOE) | 9676  | 46,19 | 11         | 10 545 | 43,41 | 10         | 8020  | 33,70 | 9          | 8526  | 36,13 | 8          | 8756  | 37,67 | 9          |
| Euzko Alderdi Jeltzalea-Partido Nacionalista Vasco (EAJ-PNV)  | 4501  | 21,48 | 5          | 6010   | 24,74 | 5          | 5295  | 22,25 | 5          | 5825  | 24,69 | 6          | 7464  | 32,11 | 7          |
| Euskal Herria Bildu (EH Bildu)-Bildu                          | 3369  | 16,08 | 3          | 2941   | 12,10 | 2          | 2865  | 12,04 | 3          | 3290  | 13,94 | 3          | —     | —     | —          |
| Elkarrekin Podemos (EP)-Ezker Anitza-IU                       | 1386  | 6,61  | 1          | 3033   | 12,48 | 3          | —     | —     | —          | —     | —     | —          | —     | —     | —          |
| Partido Popular del País Vasco (PP)                           | 1291  | 6,16  | 1          | 1377   | 5,66  | 1          | 1743  | 7,32  | 1          | 3169  | 13,43 | 3          | 3675  | 15,81 | 3          |
| PORTUGALUJ@                                                   | —     | —     | —          | —      | —     | —          | 3477  | 14,61 | 3          | —     | —     | —          | —     | —     | —          |
| Ezker Batua-Berdeak (EB-B)                                    | —     | —     | —          | —      | —     | —          | 1157  | 4,86  | 0          | 1207  | 5,12  | 1          | 2317  | 9,97  | 2          |

## Demografía
Portugalete cuenta con una población de 44 766 habitantes (INE 2024).
| Gráfica de evolución demográfica de Portugalete entre 1842 y 2021                                                   |
| |
| Población de derecho según los censos de población del INE Población de hecho según los censos de población del INE |

Portugalete, a lo largo del siglo XX, desempeñó un importante papel de ciudad dormitorio en el Gran Bilbao, cobijando gran parte de la inmigración procedente, sobre todo, de Castilla y Galicia, que acudió entre los años 1950 y 1970 al País Vasco, que experimentaba un fuerte desarrollo industrial.
- 1866 (1 de julio): La Chicharra se incorpora a Santurce dejando de pertenecer a Portugalete, fijándose el límite en Peñota.
- 1933: Repélega (con Rivas y Galindo) se incorpora a Portugalete dejando de ser de Santurce.

### Transporte

#### Carreteras
- Autovía del Cantábrico (Irún-La Coruña).
- BI-628  Eje del Ballonti
- BI-3739  Carretera Bilbao-Santurce

#### Transporte público por carretera
Bizkaibus
- A2315 Santurce - Portugalete - UPV/EHU
- A3115 Bilbao - Santurce
- A3122 Bilbao - Sestao - Repélega / Errepelega
- A3129 Lutxana - Gurutzeta / Cruces - Santurce
- A3135 Sestao - Cabieces
- A3136 Bilbao - Barakaldo - Santurce - San Juan
- A3151 Bilbao - Santurce - Portugalete (Por Autopista/tik)
- A3321 Portugalete - Playa La Arena / Ondarra - Muskiz
- A3323 Portugalete - Galdames
- A3331 Sestao - Trapagarán
- A3332 Trapagarán - Santurce
- A3333 Gallarta - Santurce
- A3335 Sestao - Muskiz

La Unión-La Burundesa
- A3718 Gallarta - Vitoria

Alsa
- Existen varias líneas de largo recorrido que tienen parada en el municipio.

#### Ferrocarril
Renfe Cercanías Bilbao
- (Bilbao-Abando / Santurce)

#### Metro
- Línea 2 (Basauri / Kabiezes)

Paradas de Portugalete, Abatxolo y Peñota.

#### Transporte fluvial
Portugalete está comunicado con Las Arenas (Guecho) a través del popular bote que atraviesa el río Nervión.

#### Transporte aéreo
El Aeropuerto de Bilbao (popularmente conocido como La Paloma), ubicado en el municipio de Lujua, se encuentra a unos 18 kilómetros del centro de la ciudad.

#### Otros
El puente de Vizcaya es un puente transbordador que comunica Portugalete con Las Arenas (Guecho).

## Cultura
- Lora Barri:[7] Aparte de dedicarse a la promoción del folclore vasco, esta sociedad destaca por ser la organizadora, año tras año, del certamen internacional canino que se celebraba en el parque de Doña Casilda Iturrizar, actualmente celebrado en el parque La Florida. También organizan el Concurso de Pájaros cantores, Concurso Internacional de Putxeras y el trofeo de pesca Villa de Portugalete, entre otras.
- Coral Sorozábal:[8] Compuesta por 30 voces mixtas, es un ejemplo del gusto que los portugalujos sienten por la música. Fundada en 1998 por un grupo de padres y madres de alumnos de la Academia de música del mismo nombre, deciden reunirse y ensayar algunas piezas para interpretar en los actos conmemorativos del aniversario de la Academia Sorozabal. Esta iniciativa culmina con la constitución de la Asociación Cultural Sorozabal Abesbatza que bajo la atenta dirección de Carmen Marqués Loredo, interpreta obras de música sacra, profana, música popular, jazz, entre otras. Miembro de la Federación Vizcaína de Coros, desarrolla una intensa actividad musical dentro y fuera del País Vasco, viajando a París, Zaragoza, Castilla y León, Navarra, Cataluña o Cantabria.

### Eventos y festividades
Entre otras, se celebran en Portugalete las siguientes fiestas:
- Festividad de la Virgen de la Guía (1 de julio)
- Fiestas de San Roque (Mes de agosto) (15 la Virgen, 16 San Roque, 17 San Roquillo.)
- Otras fiestas

### Patrimonio

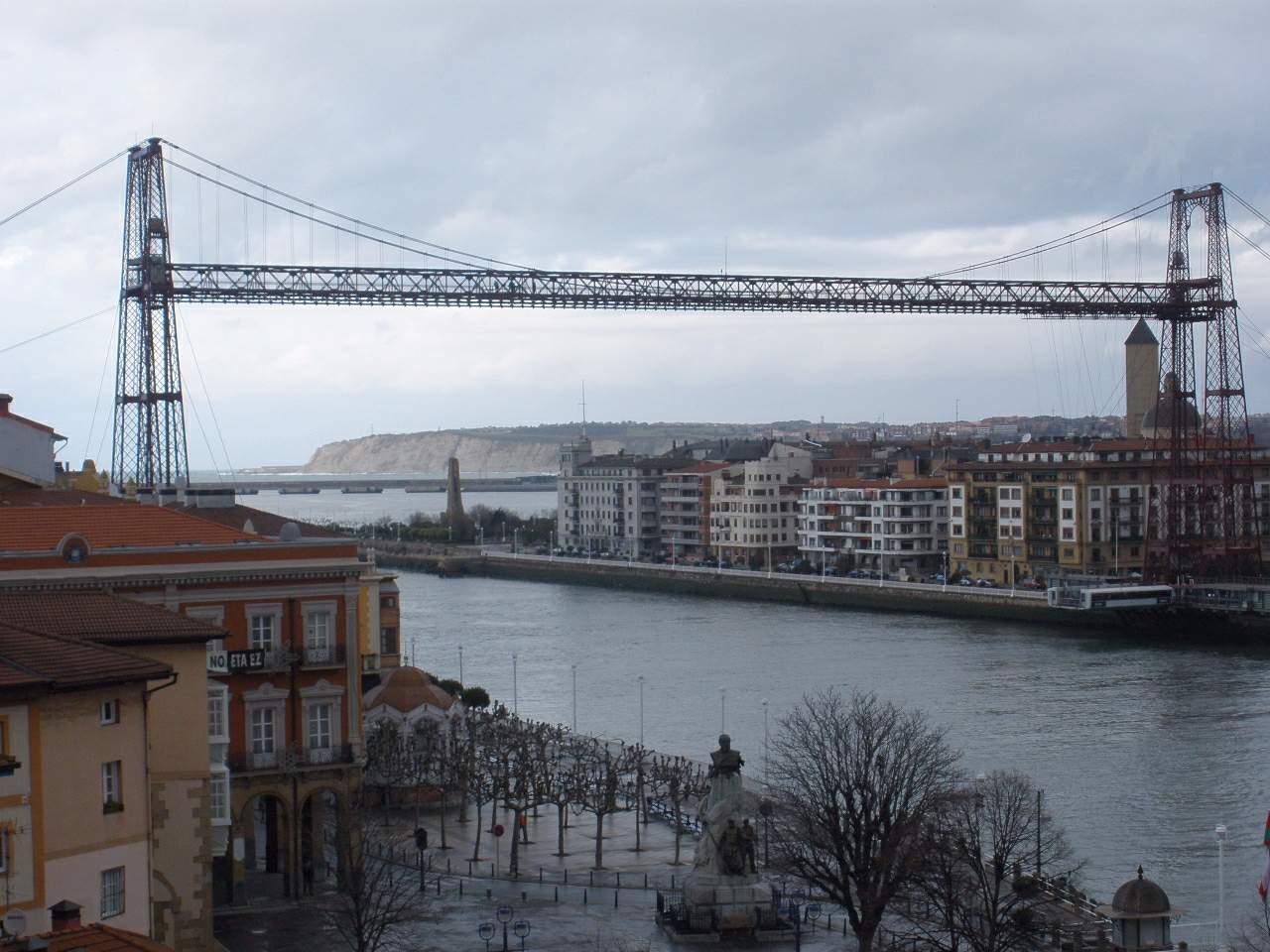
Puente de Vizcaya

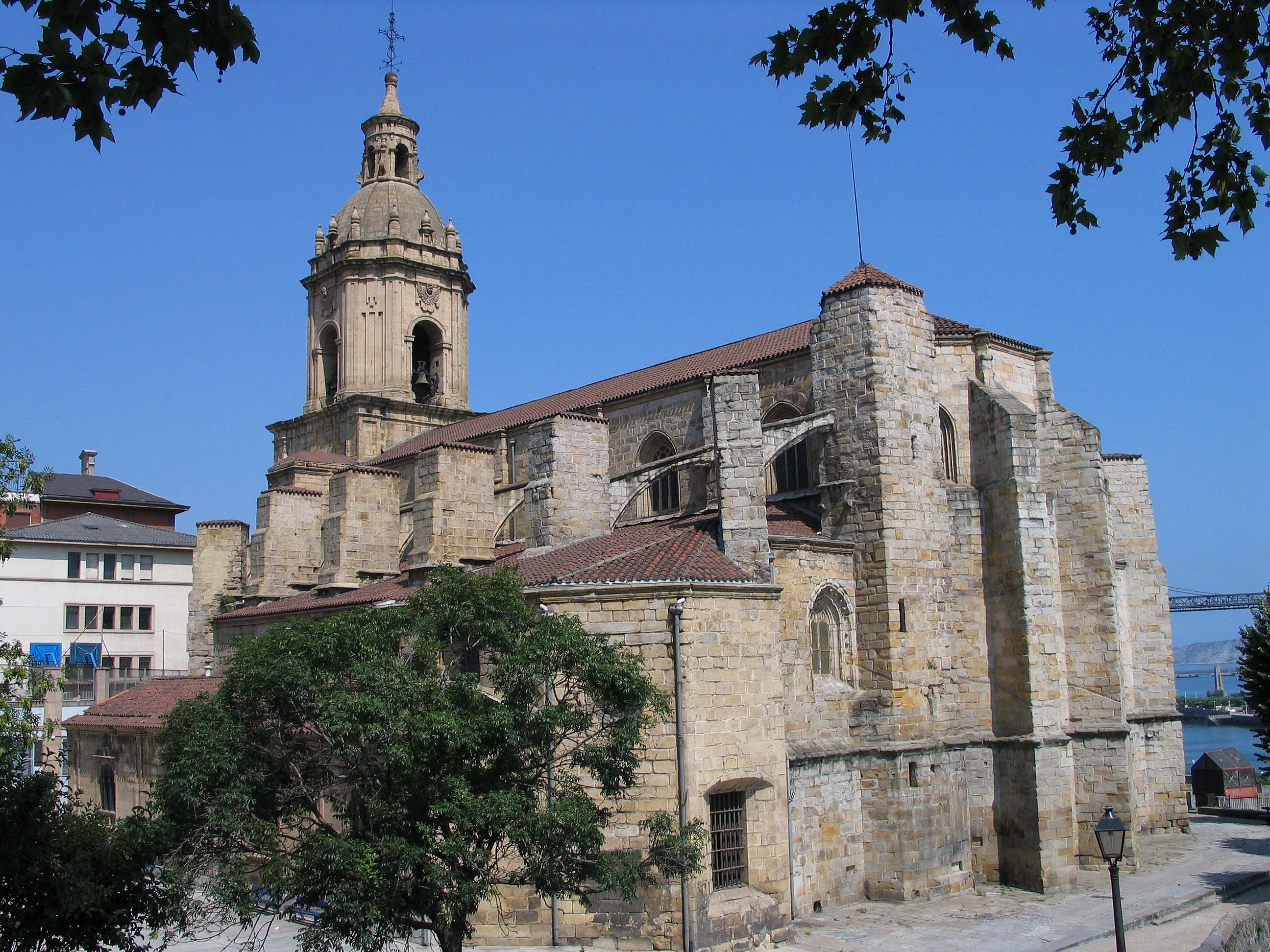
Basílica de Santa María

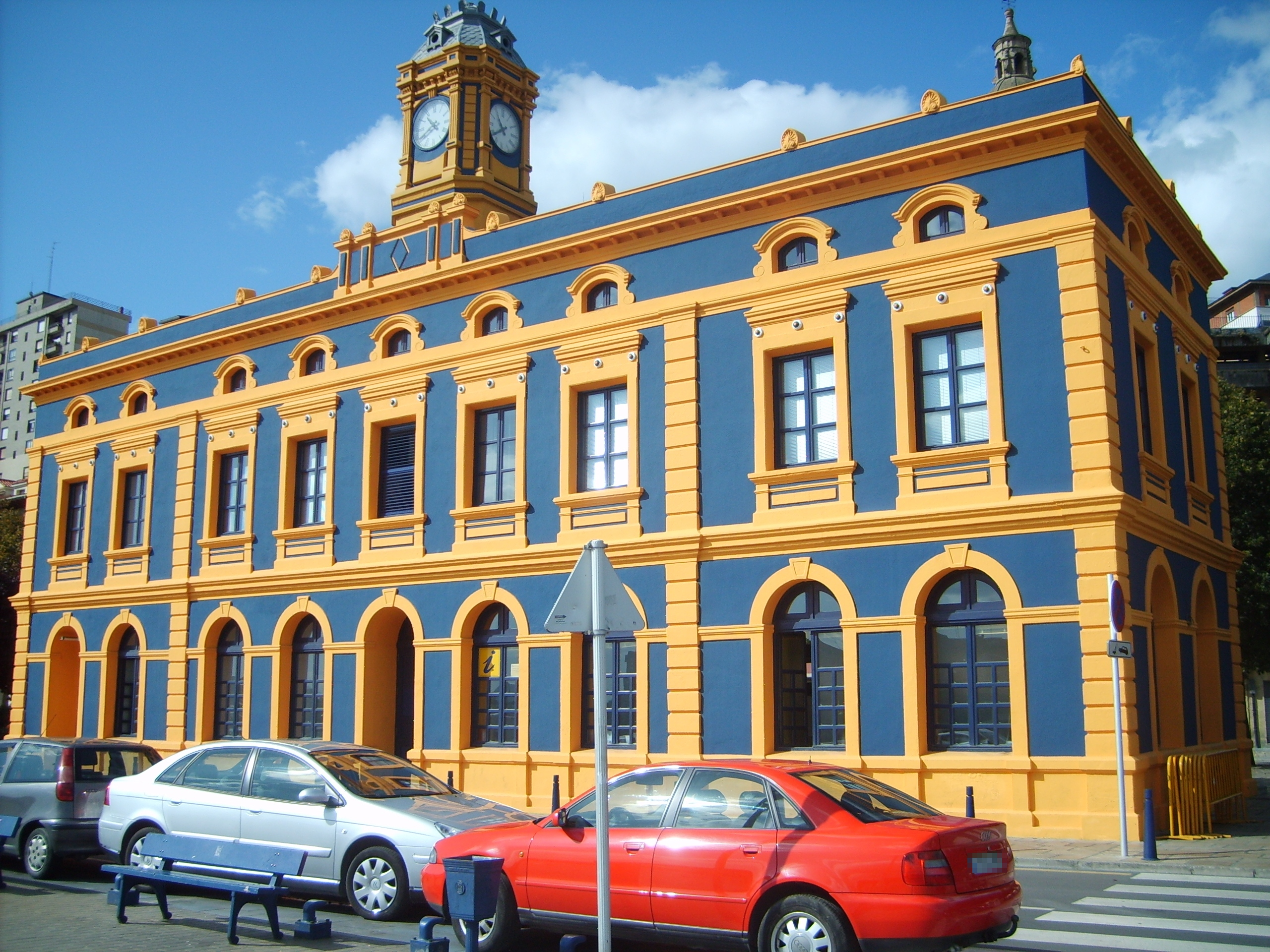
Estación de la Canilla, antigua estación del ferrocarril de Bilbao a Portugalete y Triano

El principal atractivo turístico de Portugalete es el Puente de Vizcaya, popularmente conocido como el Puente Colgante. Fue construido en 1893, tratándose del puente transbordador más antiguo del mundo. Durante la Guerra Civil destruyeron la pasarela, de la cual cuelga la barquilla, reconstruyéndola después iniciando su reconstrucción por el medio hacia los lados. Pese a su presencia, el turismo en Portugalete no ha sido muy relevante hasta la declaración del mismo como Patrimonio de la Humanidad por la UNESCO. El turismo también se ha visto favorecido tanto por la reconversión de la comarca del Gran Bilbao, como por la situación política generada en el 2009 en el País Vasco.

### Puente de Vizcaya
El Puente de Vizcaya, Puente Vizcaya, Puente Colgante o Puente Palacio (en honor de su arquitecto, Alberto de Palacio y Elissague) es un puente transbordador de peaje, concebido, diseñado y construido por la iniciativa privada entre 1887 y 1893, que une las dos márgenes de la ría de Bilbao y fue inaugurado en 1893, siendo el primero de su tipología en el mundo.
El puente enlaza la villa de Portugalete con el barrio de Las Arenas, que pertenece al municipio de Guecho, así como las dos márgenes de la ría de Bilbao. Su construcción se debió a la necesidad de unir los balnearios existentes en ambas márgenes de la ría, destinados a la burguesía industrial y a los turistas de finales del siglo XIX.

#### Barrios
Entre sus barrios más conocidos nos encontramos con Repélega (que durante varios años perteneció a Santurce), el barrio de Azeta, conocido porque en su laderas se encontraban grandes plantaciones de viñas para hacer chakolí, el barrio de Pando, junto a la entrada y que antiguamente abarcaba hasta la ermita de San Roque, el barrio de Buenavista, uno de los más populosos que limita con Santurce, el barrio de Peñota, conocido así por una enorme roca que coronaba la ya desaparecida Playa de Portugalete y por sus palacetes o el barrio de Campázar.

#### Otros
Cabe destacar igualmente los siguientes monumentos:
- Basílica de Santa María
- Torre de Salazar (siglo XIV)
- Convento de Santa Clara (1614)
- Palacio Lexarza, sede de la UNED Vizcaya (1853)
- Gran Hotel Puente Colgante (1871)
- Casa consistorial (1883)
- Mareómetro (1883)
- Muelle de hierro (1887)
- Estación de la Canilla (1888)
- Palacio El Saltillo (1894)
- Monumento a Víctor Chávarri (1903)
- Casa de Elías López Bustamante (1910)
- Quiosco de la música (1912)
- Parque del doctor Areilza (1916)
- Museo de la Industria (Rialia) (2006)
- Casco Viejo